# Merkuriuspassage
För andra betydelser, se Merkurius (olika betydelser).

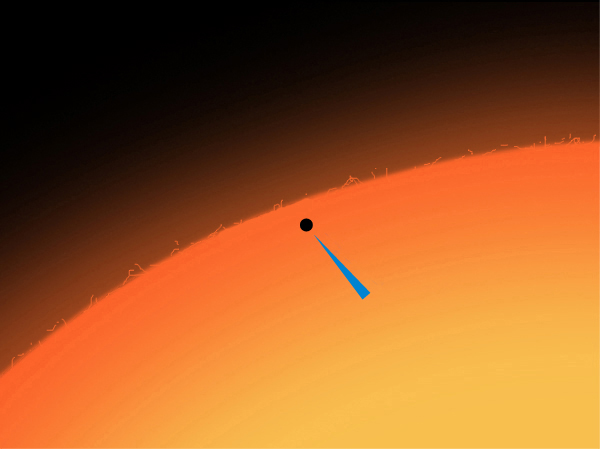
Merkuriuspassagen 7 maj 2003 (illustration).

Merkuriuspassage kallas det som inträffar när Merkurius, den innersta planeten i solsystemet, passerar framför solen sett från jorden eller någon av solsystemets övriga planeter. 
Merkurius är liksom Venus en inre planet och kan därför passera framför solen sett från jorden. Vid Merkuriuspassager rör sig planeten över solskivan och avtecknar sig som en liten rund fläck. På grund av Merkurius ringa storlek, endast 11 bågsekunder, behövs ett teleskop för att observera passagen. För att riskfritt betrakta en passage krävs samma sorts försiktighet och hjälpmedel som vid solförmörkelser, det vill säga projektionsskärm eller solfilter för att se dess silhuett vid passagen.
Passager kan ske endast när Merkurius befinner sig i rät linje med solen och jorden. För närvarande sker detta i början av maj och i början november. Den första observationen av en Merkuriuspassage gjordes av Pierre Gassendi 1631 efter beräkningar av Johannes Kepler.
Merkuriuspassager är ett relativt ovanligt fenomen men på grund av solsystemets storlek (framför allt att Merkurius bana är så mycket närmare solen än Venus bana), inträffar dessa dock mycket oftare än Venuspassagerna - vanligtvis 13 eller 14 gånger per århundrade. För närvarande sker detta i början av maj och i början av november, vid de tillfällen när Merkuriusbanan korsar jordbanan (ekliptikan). En passage centralt över solens skiva varar cirka 8 timmar.
Under 2000-talet sker 14 Merkuriuspassager.

## Historiska och framtida Merkuriuspassager
| Merkuriuspassager | Merkuriuspassager | Merkuriuspassager | Merkuriuspassager | Merkuriuspassager |
| Datum             | Tid (UTC)         | Tid (UTC)         | Tid (UTC)         | Anmärkning |
| Datum             | Start             | Max               | Slut              | Anmärkning |
| ----------------- | ----------------- | ----------------- | ----------------- | --- |
| 7 nov 1631        |                   |                   |                   | Första lyckade förutberäkningen av en Merkuriuspassage, gjord av Johannes Kepler under hans sista år i livet, två år före passagen. |
| 3 nov 1651        |                   |                   |                   | |
| 3 maj 1661        |                   |                   |                   | Observerad av Christiaan Huygens i London.                                                                                          |
| 7 nov 1677        |                   |                   |                   | Observerad av Edmund Halley, St Helena, Richard Towneley, Lancashire, Jean Charles Gallet, Avignon.                                 |
| 5 nov 1743        |                   |                   |                   | Gemensamma vetenskapliga observationer organiserade av Joseph-Nicolas Delisle.                                                      |
| 6 maj 1753        |                   |                   |                   | |
| 9 nov 1769        |                   |                   | 23:09             | Observerad av Charles Green och James Cook från Mercury Bay, Nya Zeeland                                                            |
| 9 nov 1802        | 06:16             | 08:58             | 11:41             | Observerad av Alexander von Humboldt i hamnstaden Callao i Peru.                                                                    |
| 12 nov 1815       | 00:20             | 02:33             | 04:46             | |
| 5 nov 1822        | 01:04             | 02:25             | 03:45             | |
| 5 maj 1832        | 09:04             | 12:25             | 15:47             | |
| 7 nov 1835        | 17:35             | 20:08             | 22:41             | |
| 8 maj 1845        | 16:24             | 19:37             | 22:49             | |
| 9 nov 1848        | 11:07             | 13:48             | 16:28             | |
| 12 nov 1861       | 05:21             | 07:19             | 09:18             | |
| 5 nov 1868        | 05:28             | 07:14             | 09:00             | |
| 6 maj 1878        | 15:16             | 19:00             | 22:44             | |
| 7 nov 1881        | 22:19             | 00:57             | 03:36             | |
| 9 maj 1891        | 23:57             | 02:22             | 04:47             | |
| 10 nov 1894       | 15:58             | 18:35             | 21:11             | |
| 14 nov 1907       | 10:24             | 12:07             | 13:50             | |
| 7 nov 1914        | 09:57             | 12:03             | 14:09             | |
| 8 maj 1924        | 21:44             | 01:41             | 05:38             | |
| 10 nov 1927       | 03:02             | 05:46             | 08:29             | |
| 11 maj 1937       | 08:53             | 08:59             | 09:06             | |
| 11 nov 1940       | 20:49             | 23:21             | 01:53             | |
| 14 nov 1953       | 15:37             | 16:54             | 18:11             | |
| 6 maj 1957        | 23:59             | 01:14             | 02:30             | |
| 7 nov 1960        | 14:34             | 16:53             | 19:12             | |
| 9 maj 1970        | 04:19             | 08:16             | 12:13             | |
| 10 nov 1973       | 07:47             | 10:32             | 13:17             | |
| 13 nov 1986       | 01:43             | 04:07             | 06:31             | |
| 6 nov 1993        | 03:06             | 03:57             | 04:47             | |
| 15 nov 1999       | 21:15             | 21:41             | 22:07             | |
| 7 maj 2003        | 05:13             | 07:52             | 10:32             | |
| 8 nov 2006        | 19:12             | 21:41             | 00:10             | Pågick 4 timmar och 58 minuter och var synlig från Stilla havet.                                                                    |
| 9 maj 2016        | 11:12             | 14:57             | 18:42             | |
| 11 nov 2019       | 12:35             | 15:20             | 18:04             | |
| 13 nov 2032       | 06:41             | 08:54             | 11:07             | |
| 7 nov 2039        | 07:17             | 08:46             | 10:15             | |
| 7 maj 2049        | 11:03             | 14:24             | 17:44             | |
| 9 nov 2052        | 23:53             | 02:29             | 05:06             | |
| 10 maj 2062       | 18:16             | 21:36             | 00:57             | |
| 11 nov 2065       | 17:24             | 20:06             | 22:48             | |
| 14 nov 2078       | 11:42             | 13:41             | 15:39             | |
| 7 nov 2085        | 11:42             | 13:34             | 15:26             | |
| 8 maj 2095        | 17:20             | 21:05             | 00:50             | |
| 10 nov 2098       | 04:35             | 07:16             | 09:57             | |
| 12 maj 2108       | 01:40             | 04:16             | 06:52             | |